# Dhokob
Dhokob är en ort i Mexiko.   Den ligger i kommunen Tanlajás och delstaten San Luis Potosí, i den centrala delen av landet, 250 km norr om huvudstaden Mexico City. Dhokob ligger 179 meter över havet och antalet invånare är 256.
Terrängen runt Dhokob är kuperad åt sydost, men åt nordväst är den platt. Runt Dhokob är det ganska tätbefolkat, med 111 invånare per kvadratkilometer. Närmaste större samhälle är Ejido San José Xilatzén, 2,3 km nordväst om Dhokob. I omgivningarna runt Dhokob växer huvudsakligen savannskog.